# 张学宇
张学宇（1963年4月—），汉族，山西河津人，中华人民共和国政治人物，中国共产党党员，第十三届全国人民代表大会解放军和武警部队代表。现为西昌卫星发射中心主任、海南发射场系统总指挥。

## 生平
2018年，张学宇被选为解放军和武警部队出席第十三届全国人民代表大会代表。